# 더 테이블 (영화)
"더 테이블"은 2017년에 개봉한 대한민국의 영화이다.

## 등장 인물

### 주요 인물
- 정유미 : 유진 역
- 한예리 : 은희 역
- 정은채 : 경진 역
- 임수정 : 혜경 역 (특별출연)
- 김혜옥 : 숙희 역
- 연우진 : 운철 역
- 정준원 : 창석 역
- 전성우 : 민호 역

### 그 외
- 임선우 : 카페주인 역
- 장해민 : 여자손님 1 역
- 정예녹 : 여자손님 2 역
- 고아라 : 직장 동료 역
- 정규환 : 직장 동료 역
- 안성문 : 직장 동료 역
- 황유진 : 자는 여자 역
- 이재명 : 노트북 청년 역
- 이재훈 : 지나가는 아이 역
- 김형빈 : 지나가는 남자 역
- 박윤주 : 지나가는 여자 역
- 남혜영 : 개 산책 여자 역
- 원두 : 산책하는 개